# Tarumarana
A tarumarana (Terminalia tomentosa) é uma árvore brasileira de pequeno porte, nativa dos cerradões e da mata latifoliada semidecídua.
Nomes populares: tarumarana, cuiarana, pebanheira.

## Características
Com 5 a 12 m de altura, copa ampla, seu tronco é curto e chega a 50 cm de diâmetro.
As folhas são simples, coriáceas quando adultas, 12 a 22 cm de comprimento por 5 a 9 de largura, às vezes com pelos sobre as nervuras, que são prominentes, ferrugíneo-tementosas na face inferior. As folhas jovens têm pelos em ambas as faces.
A inflorescência é em forma de espigas axilares reunidas no ápice dos ramos.
O fruto é uma drupa globosa com polpa doce carnosa, e tem apenas uma semente.

### Fenologia
Floresce em setembro-outubro.
Os frutos amadurecem em agosto-setembro. A semente tem viabilidade curta.
O desenvolvimento da planta é moderadamente rápido.

## Ecologia
Ocorre nos estados de Tocantins, Goiás, Bahia, Minas Gerais, Mato Grosso e Mato Grosso do Sul.
A árvore é semidecídua, heliófita, secundária, de matas abertas ou cerradões de solos férteis.

## Usos
A madeira é dura, resistente, usada na construção civil.
As flores são visitadas pela abelhas.
Os frutos são comestíveis e muito procurados por animais silvestres.